# L'Aube du dernier jour
L'Aube du dernier jour est le 10e épisode de la saison 7 de la série télévisée Buffy contre les vampires.

## Résumé
Spike est torturé physiquement par le Turok-Han et mentalement par la Force. Andrew conduit Buffy, Alex et Dawn jusqu'au sceau de Danzalthar, qu'ils recouvrent de terre. Dans les sous-sols du lycée, les deux jeunes femmes croisent le principal Wood qui a l'air embarrassé. Giles fait son retour à Sunnydale, avec trois jeunes Tueuses Potentielles, Kennedy, Molly et Annabelle. Giles informe le groupe que la Force a l'intention d'éliminer toutes les Tueuses potentielles, leurs observateurs ainsi que Buffy et Faith dans le but de faire disparaître définitivement la lignée des Tueuses. Giles apprend aussi au groupe que le Conseil des Observateurs a été détruit. Par la suite, Buffy et Giles partent ensuite chercher la caverne où Buffy avait croisé la route de la Force et de ses sbires pour la première fois (lors de l'épisode le Soleil de Noël). Quand Buffy la trouve, elle est attaquée par le Turok-Han et ne doit son salut qu'au lever du soleil (les pieux semblant n'avoir aucun effet sur les Turok-Hans). 
À la tombée du jour, alors que la Force essaie toujours de faire craquer Spike pour le rallier à son camp, Molly apprend aux autres qu'Annabelle s'est enfuie. Buffy part à sa recherche mais il est trop tard, le Turok-Han l'a trouvée le premier et l'a déjà tuée. Buffy se bat contre ce super-vampire mais est une nouvelle fois sévèrement battue, finissant ensevelie sous des décombres. Buffy rentre chez elle dans un piteux état mais elle refuse de se laisser abattre par l'adversité et remonte le moral du groupe par un discours inspiré.